# Аліса зачаровує рибу
«Аліса зачаровує рибу» (англ. Alice Charms the Fish) — американський анімаційний короткометражний  фільм із серії «Комедії Аліси», що вийшов 6 вересня 1926 року.

## Синопсис
Юлій разом з Алісою йдуть на риболовлю. Під час лову Аліса грає на березі на флейті, мелодія якої зачаровує рибу.

## Головні персонажі
- Аліса
- Юлій

## Інформаційні данні
- Аніматори[3]:
  - Аб Айверкс
  - Роллін Гамільтон[en]
  - Рудольф Ізінг[en]
  - Г'ю Гарман[en]
- Оператор[3]:
  - Рудольф Ізінг[en]
- Живі актори[3]:
  - Маргі Ґей[fr]
- Тип анімації: об'єднання реальної дії та стандартної анімації
- Виробничий код: ?[4]